# Age of Empires III: Definitive Edition
Age of Empires III: Definitive Edition est un jeu vidéo de stratégie en temps réel sorti le 15 octobre 2020. Il s'agit d'une remastérisation du jeu vidéo original Age of Empires III datant de 2005. Le remaster est développé par Tantalus Media et édité par Xbox Game Studios.  
Il propose des visuels améliorés, prend en charge la résolution 4K, deux nouveaux modes de jeu et deux nouvelles civilisations. Il comprend également toutes les extensions précédentes de l'édition originale.

## Système de jeu
Les éléments de base du gameplay sont largement repris de l'original, tout en étant améliorés par rapport à ce dernier. La remastérisation comprend de nouveaux graphismes 4K Ultra HD, des actifs 3D reconstruits, des animations de destruction améliorées pour les bâtiments, un mode spectateur, une interface utilisateur remaniée et évolutive, la prise en charge des mods, un nouveau mode multijoueur en ligne basé sur serveur avec jeu en réseau, de nouvelles cartes, et des sons et musiques remasterisés.
L'IA a été améliorée et un nouveau niveau de difficulté "extrême" a été ajouté. La fréquence de triche de l'IA a été réduite par rapport au jeu original. La nouvelle IA peut maintenant faire de la micro-gestion, elle est bien meilleure pour choisir des unités, lire la carte, lire l'armée de son adversaire, faire des compositions d'armées bien équilibrées, battre en retraite après des batailles perdues, et effectuer des tactiques de hit-and-run bien plus avancées.
L'édition définitive présente en outre deux nouveaux modes de jeu : L'art de la guerre (une sorte de tutoriel) et Batailles historiques (des scénarios standalone reprenant des batailles importantes de la période couverte par le jeu). Elle inclut toutes les extensions précédentes du jeu original (The WarChiefs, The Asian Dynasties),,. Les mécanismes de jeu des nations amérindiennes, leurs lignes de dialogue, ainsi que — pour les Haudenosaunee (les Iroquois d'Age of Empires III) et, dans une moindre mesure, les Lakota (ex- Sioux) — leur nom et celui de certaines unités ou bâtiments ont été modifiés. Les drapeaux et les thèmes spécifiques des civilisations ont également été remastérisés.

## Expansions
Après la parution du jeu de base le 15 octobre 2020, plusieurs expansions sont sorties, ajoutant de nouveaux contenus (mécaniques de jeu, cartes, civilisations...). Les voici présentées dans l'ordre chronologique de leur sortie:
Le 13 avril 2021, une DLC ajoutant la civilisation américaine au jeu est disponible à l'achat.
Le 2 août 2021 sort la première expansion du jeu : The African Royals. Elle enrichit le jeu de deux nouvelles civilisations, les Haoussas et les Éthiopiens, ainsi que de nouvelles cartes et civilisations mineures africaines. Trois nouvelles batailles historiques sont également ajoutées au jeu.
Le 1er décembre 2021, un contenu téléchargeable ajoutant la civilisation mexicaine au jeu est disponible à l'achat.
Le 26 mai 2022 paraît la deuxième expansion du jeu : Knights of the Mediterranean. Deux civilisations, les Italiens et les Maltais, sont ajoutées au jeu ; ainsi que de nouvelles cartes et civilisations mineures européennes, deux nouveaux modes de jeu, et huit « cartes historiques » supplémentaires.
En février 2024, une nouvelle DLC a été annoncée qui aurait dû rajouter dans le jeu le Danemark et la République des Deux Nations ; mais, fin janvier 2025, l'extension est finalement annulée. 

## Civilisations jouables
Le nombre de civilisations jouables dans Age of Empires III: Definitive Edition s'élève à seize ; soit les huit civilisations d'origine, les trois civilisations amérindiennes de la première expansion, les trois civilisations asiatiques de la deuxième expansion, ainsi que deux nouveaux peuples que sont les Suédois et les Incas. À cela s'ajoutent encore une expansion consacrée aux civilisations africaines (The African Royals), une expansion consacrée aux civilisations méditerranéennes (Knights of the Mediterranean), ainsi que deux expansions standalone dédiées respectivement aux civilisations américaine et mexicaine, portant le nombre total de civilisations jouables à vingt-deux: 
- Allemands
- Aztèques[a]
- Britanniques
- Chinois[b]
- Espagnols
- États-Unis[c]
- Éthiopiens[d]
- Français
- Haoussas[d]
- Hollandais
- Incas[e]
- Indiens[b]
- Iroquois ou Haudenosaunee[a]
- Italiens[f]
- Japonais[b]
- Lakota[a]
- Maltais[f]
- Mexicains[c]
- Ottomans
- Portugais
- Russes
- Suédois[e]

Civilisations uniquement jouables dans les scénarios du jeu : 
- Barbaresques[g]
- Canada[g]
- Chevaliers de Saint-Jean[h]
- Domaine des Black[h]
- Maroc[g]
- Mercenaires de John Black[h]

1. 1 2 3  Introduits dans Age of Empires III: The War Chiefs
2. 1 2 3  Introduits dans Age of Empires III: Asian Dynasties
3. 1 2  Introduits en tant que contenu téléchargeable additionnel dans Age of Empires III: Definitive Edition
4. 1 2  Introduits dans Age of Empires III: African Royals
5. 1 2  Introduits dans Age of Empires III: Definitive Edition
6. 1 2  Introduits dans l'expansion Knights of the Mediterranean
7. 1 2 3  Uniquement jouables dans une des « Batailles historiques »
8. 1 2 3  Uniquement jouables en mode campagne.

### Civilisations révolutionnaires
Une mécanique de jeu introduite à partir de l'extension Age of Empires III: The WarChiefs permettait aux civilisations européennes de se « révolter » à l'âge industriel, transformant tous leurs colons en unités militaires et modifiant ainsi radicalement le jeu, tout le volet économique étant sacrifié au prix d'unités militaires plus puissantes et plus nombreuses. Les civilisations révolutionnaires étaient globalement interchangeables et n'avaient que peu de rapport avec la civilisation de base. La version définitive d'Age of Empires III a affiné cette mécanique, diversifiant les répercussions stratégiques en fonction de la civilisation révolutionnaire choisie, et rendant l'offre de civilisations révolutionnaires plus cohérente historiquement parlant avec la civilisation jouée. Les civilisations révolutionnaires sont les suivante :
- Afrique du Sud
- Amérique centrale
- Argentine
- Basse-Californie
- Barbaresques
- Brésil
- Californie
- Canada
- Chili
- Égypte
- États-Unis
- Finlande
- France révolutionnaire
- Grande Colombie
- Haïti
- Hongrie
- Indonésie
- Mayas
- Mexique
- Pérou
- Rio Grande
- Roumanie
- Texas
- Yucatán

### «Civilisations mineures»
Les « civilisations mineures » sont des civilisations non-jouables en tant que telles, mais avec lesquelles le joueur peut s'allier par le biais d'un comptoir afin de bénéficier d'unités et de technologies spéciales. Sont présentes les civilisations mineures suivantes :
Civilisations amérindiennes : 
- Apaches
- Aztèques[beta 1]
- Caraïbes
- Cherokees
- Cheyennes
- Comanches
- Cree
- Hurons
- Klamaths
- Incas[beta 1]
- Iroquois[beta 1]
- Lakotas[beta 1]
- Lenapes[beta 2]
- Mapuches
- Mayas
- Navajos
- Nootkas
- Quechuas
- Séminoles
- Tupis
- Zapotèques

Religions asiatiques : 
- Bhakti
- Jésuites
- Shaolin
- Soufis
- Tengris[beta 3]
- Udasi
- Zen

Civilisations africaines : 
- Akan
- Berbères
- Somalis
- Soudanais
- Yorubas

Maisons royales européennes: 
- Maison de Bourbon
- Maison de Habsbourg
- Maison de Hanovre
- Maison Jagellon
- Maison d'Oldenbourg
- Maison de Phanar
- Maison Vasa
- Maison de Wettin